# Nouvel hôpital pour enfants de Meilahti
Le nouvel hôpital pour enfants (en finnois : Uusi lastensairaala) est un hôpital pour enfants situé à Meilahti à Helsinki en Finlande.

## Description
En septembre 2018, les activités du château des enfants et de la clinique des enfants sont transférées  au nouvel hôpital pour enfants.
On y soigne des enfants malades venant de toute la Finlande,,.

## Situation géographique
Dans le même quartier se trouvent la tour hospitalière de Meilahti, l'ancienne clinique pour enfants, la clinique de gynécologie, l'hôpital triangulaire de Meilahti, l'hôpital des yeux et des oreilles, la clinique d'oncologie, l'hôpital d'Haartman et des bâtiments de la faculté de médecine de l'université d'Helsinki.

## Galerie

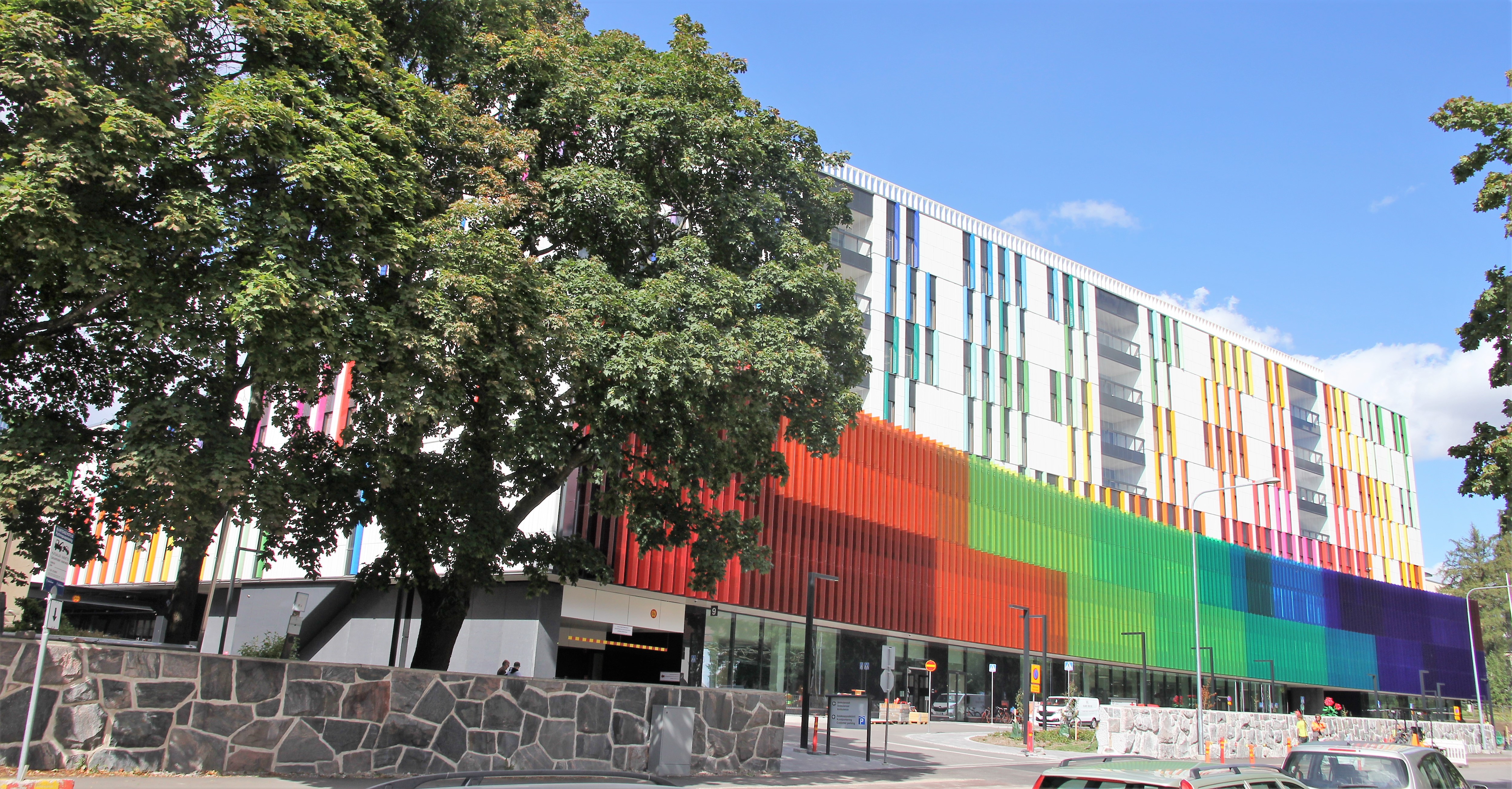
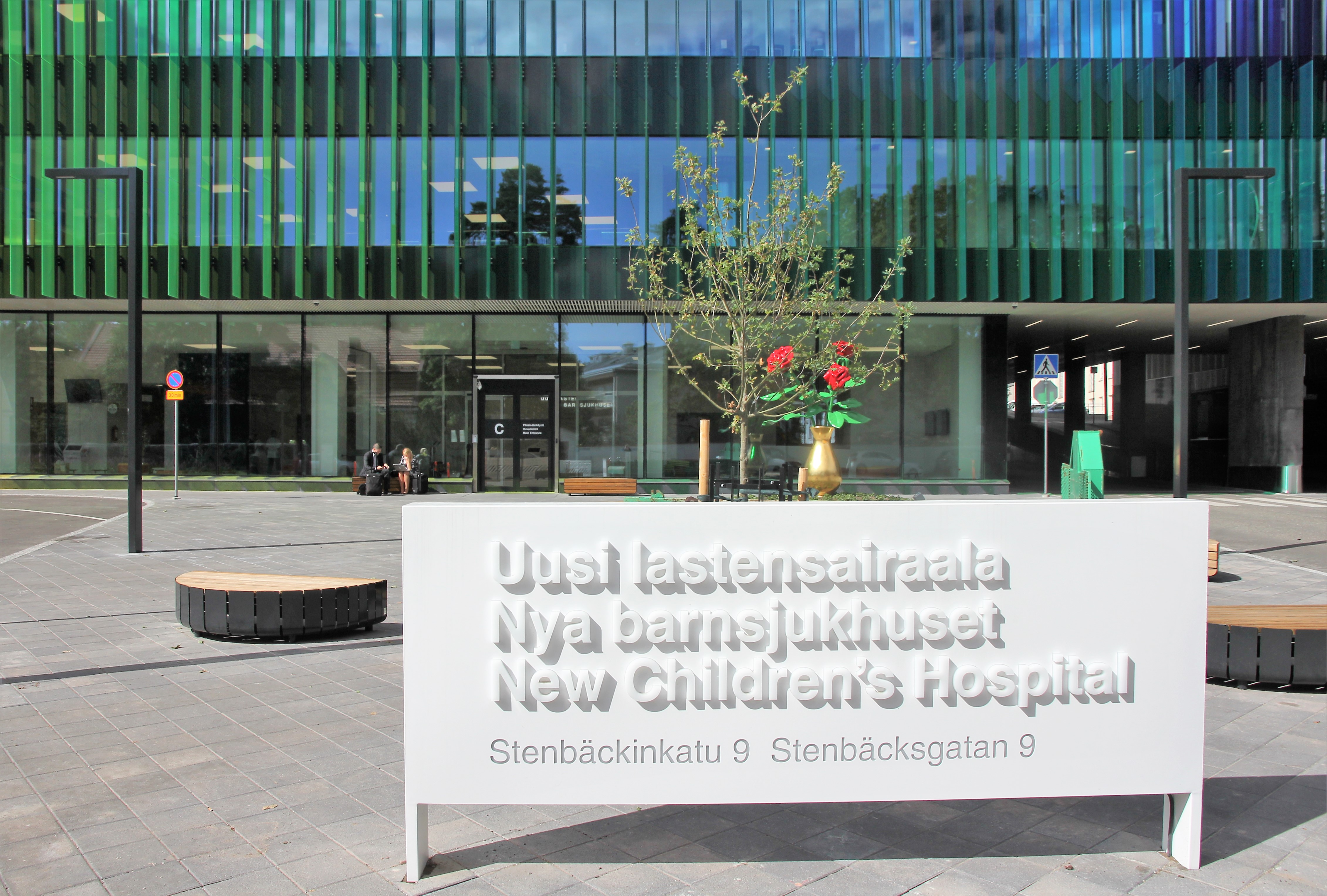